# DEPO Computers
DEPO Computers (юридическое лицо — ООО «ДЕПО Электроникс») — российский системный интегратор, занимается построением сложных информационно-коммуникационных систем на базе оборудования собственного производства.

## История
Компания основана в 1995 году. Изначально позиционировалась как дистрибьютор компьютерной техники.
С 2002 года под маркой DEPO приступила к массовому производству компьютеров, рабочих станций и серверов. В 2003 году в дополнение к московскому офису и производству был открыт филиал в Томске.
В 2007 году компания выпустила под собственной маркой миллионный ПК, а в 2008 году — открыла направление системной интеграции.
В 2009 году DEPO Computers провела свой первый форум для ИТ-директоров, на котором представила наиболее значимые интеграционные проекты.
В 2011 году DEPO Computers объявила о переходе на инжиниринговую модель бизнеса. 11 сентября 2012 года компания изменила имидж бренда, представив новый фирменный стиль и логотип.
В 2014 году DEPO Computers начала выпуск специализированных нишевых решений: цифровые плееры DEPO Embedded и защищённые планшетные компьютеры DEPO Myst R80.
В 2015 году DEPO Computers совместно с IBS, Parallels и Naumen, объединившись в альянс, создали первую отечественную конвергентную вычислительную платформу СКАЛА-Р, предоставляющую заказчикам готовую ИТ-инфраструктуру, обеспечивающую эффективную работу бизнес-систем любой сложности.
В 2018 году компания первой в России получила заключение Минпромторга РФ на линейку АРМ «ДЕПО Пересвет» о подтверждении производства промышленной продукции на территории Российской Федерации.
В 2021 году компания внедрила новый механизм сервисного обслуживания на базе QR-кода.

## Собственники и руководство
До 4 сентября 2009 года владельцем Depo Computers являлась группа компаний IBS, после чего DEPO была продана её менеджменту.
Владельцами компании на август 2011 года являлся её менеджмент, в том числе её президент Сергей Эскин. По состоянию на 2020 год 99 % акций компании принадлежали Сергею Эскину, а 1 % — Алексею Ирисову.

## Деятельность
Компания DEPO Computers оказывает ИТ-услуги, включая проектирование и ввод в эксплуатацию ИТ-инфраструктуры и комплексных решений, а также реализует их последующее обслуживание. Компания реализует проекты по инженерной инфраструктуре объектов и ЦОД, по общей инфраструктуре и виртуализации, по информационной безопасности; разрабатывает и внедряет решения для построения частных облаков, для виртуализации рабочих станций, виртуализации ввода-вывода в средних и крупных ЦОД, решения по обеспечению безопасности сетевой инфраструктуры, решения для определения эмоционального состояния и биометрической идентификации людей.
Компания производит под торговой маркой DEPO системы хранения данных, серверы, рабочие станции, графические станции и видеоконтроллеры, персональные компьютеры, терминалы, серверные шкафы и другие инфраструктурные элементы.
В 2003 году был открыт филиал в Томске. На 2007 год под маркой DEPO было продано: 450 тыс. персональных компьютеров, 7,8 тыс. серверов, 6,3 тыс. терминалов. Выручка компании по МСФО за 2007 год составила $493 млн.
В 2008 году вошла в пятёрку крупнейших поставщиков компьютеров в России (2008, данные IDC). Во II квартале 2011 года компания входила в ТОП-3 поставщиков серверных систем на российском рынке.
В 2011 году было реализовано более 3000 проектов, продано около 30 000 серверов, 310 000 компьютеров. Выручка превысила $200 млн, прибыль в сравнении с 2010 годом выросла на 19 %.
В 2013 году компания входила в тройку лидеров по объёму выручки от продаж серверной продукции, а также — в пятёрку крупнейших поставщиков компьютеров в России (2013, данные IDC).
В 2014 году компания стала второй в рейтинге по поставкам серверного оборудования в России (2014, данные IDC).
По итогам второго квартала 2015 года компания вошла в тройку лидеров сегмента настольных ПК (2015, данные IDC).
К 2015 году компания входила в десятку крупнейших поставщиков ПК в России, занимая 2,6 % рынка.
По итогам 2017 года компания заняла первое место среди российских производителей серверов (2017, данные IDC).
В 2020 году компания получила статус «системообразующего предприятия российской экономики» в сфере радиоэлектронной промышленности.

## Значимые проекты
Компания DEPO Computers первой в России внедрила проект по комплексной защите виртуальной среды для компании «Актив». Компания разработала и внедрила программно-аппаратный комплекс для медицинских учреждений РФ в качестве постоянного члена АРМИТ (Ассоциации развития медицинских информационных технологий). Создала единый дата-центр для медицинских учреждений Орловской области, геораспределённый дата-центр для Гостелерадиофонда, катастрофоустойчивый региональный дата-центр в Калининградской области, структурированную кабельную систему для компании Метра Групп в деловом центре «Москва-Сити», облачную ИТ-инфраструктуру DEPO для Yacht Voyage, мобильный офис для Издательского дома «Экономическая газета». Занималась созданием виртуализации 400 рабочих мест для ГУП «Мосводосток» и виртуализацией ИТ-инфраструктуры Британской высшей школы дизайна.

## Награды и статусы

### Награды
- Награда от Intel за «Рост продаж серверов и самый быстрый переход на четырёхъядерные процессоры Xeon» в регионах: Европа, Ближний Восток и Африка[37].
- Защищённый планшет DEPO Myst R80 стал победителем российского этапа конкурса партнёрских решений Microsoft в категории производителей OEM-устройств. По итогам международного конкурса — вошёл в тройку победителей[38].
- Награда российского этапа конкурса партнерских решений Microsoft в категории «Devices and Deployment» за защищенный планшет DEPO Myst R80 на ОС Windows 8.1[39].

### Статусы
- Технологический партнёр Intel Technology Provider уровня Platinum[40].